# Ryszard Nazarewicz
Ryszard Nazarewicz, pierwotnie Ryszard Raps, ps. „Stefan” (ur. 11 października 1921 we Lwowie, zm. 22 grudnia 2008 w Warszawie) – polski historyk i działacz polityczny, członek PPR i partyzant AL, podpułkownik MO, zastępca szefa Urzędu Bezpieczeństwa Publicznego dla miasta stołecznego Warszawy.

## Życiorys

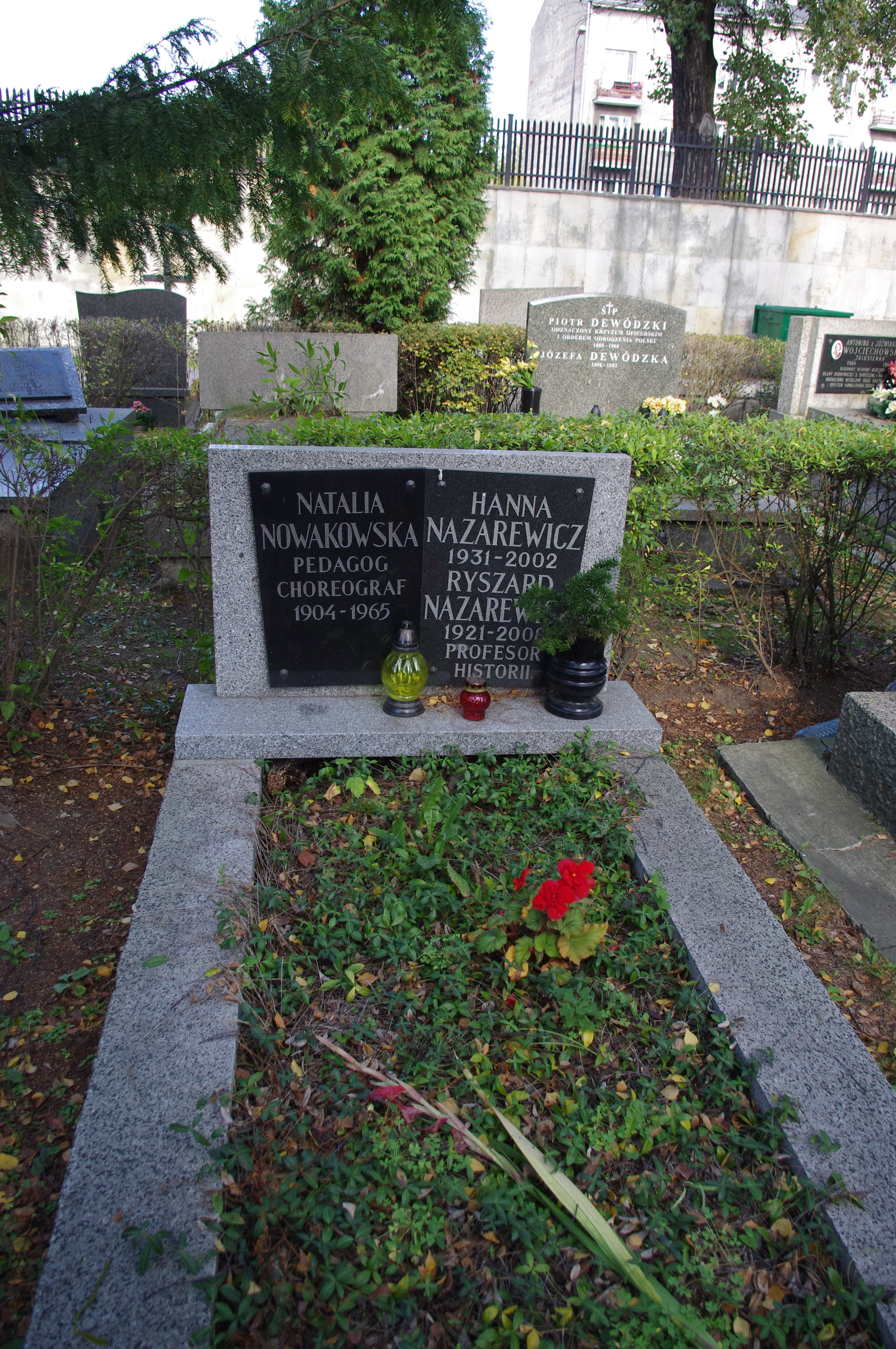
Grób prof. Ryszarda Nazarewicza i choreografa Natalii Nowakowskiej na Cmentarzu Wojskowym na Powązkach w Warszawie

Urodził się we Lwowie w rodzinie żydowskiej, jako syn Wiktora Rapsa (prawnika, syna lwowskiego rzemieślnika) i Gizeli z domu Cengut (córki lwowskiego kupca i nauczycielki muzyki, która w czasie pierwszej okupacji sowieckiej była kierowniczką Domu Pionierów). Po wkroczeniu Niemców do Lwowa w czerwcu 1941 rodzina przeniosła się do Warszawy. Tam ukrywali się na tzw. aryjskich papierach do powstania warszawskiego, podczas którego został zamordowany Wiktor Raps. Matka ukrywająca się jako Natalia Nowakowska, po wojnie pracowała w ZMP.
Ryszard Raps w 1939 zdał maturę w III Państwowym Liceum im. Stefana Batorego. Tam należał do tajnej organizacji socjalistycznej „Promień”, a po zajęciu Lwowa przez wojska radzieckie dostał się na Politechnikę Lwowską, gdzie pełnił funkcje starosty roku i komsomolca. Ponieważ ludność po wkroczeniu Niemców wyłapywała sowieckich kolaborantów, zmuszony został do ukrywania się, a następnie wraz z rodzicami wyjechał do Warszawy. W końcu 1942 wstąpił do Polskiej Partii Robotniczej i Gwardii Ludowej, skierowany do pracy w powstającym Związku Walki Młodych, gdzie był sekretarzem dzielnicy Warszawa-Wola, a w lecie 1943 roku do Okręgu Częstochowskiego, Radomszczańskiego i Piotrkowskiego. Następnie przeniósł się do Radomska, gdzie pracował w Komitecie Okręgowym PPR jako towarzysz Stefan. Po powołaniu Armii Ludowej pełnił też funkcję oficera informacji sztabu okręgu AL, gdzie zajmował się m.in. rozpracowywaniem polskiego podziemia niepodległościowego dla wywiadu Związku Radzieckiego. Swoje meldunki doręczał osobiście do rąk Heleny Wolińskiej lub do NKWD (do Józefa Małeckiego). Brał czynny udział w bitwie partyzanckiej z Niemcami pod Ewiną. Odznaczony został Krzyżem Grunwaldu III klasy, Krzyżami Komandorskimi i Oficerskim Orderu Odrodzenia Polski.
Od 1945 pracował w łódzkim Urzędzie Bezpieczeństwa, początkowo jako zastępca naczelnika Miejskiego UBP, później jako zastępca Kierownika Sekcji 3 Wydziału I Wojewódzkiego UBP. W latach 1951–1956 pełnił funkcję naczelnika Wydziału V Wojewódzkiego Urzędu Bezpieczeństwa Publicznego PRL w Łodzi. W aparacie bezpieczeństwa pracował do 30 września 1959.
W 1954 poprosił o skierowanie z MBP na „front nauki”, po czym ukończył Wieczorowy Uniwersytet Marksizmu-Leninizmu i został pracownikiem naukowym Wyższej Szkoły Nauk Społecznych, uczelni afiliowanej przez PZPR, gdzie po szeregu publikacji na temat polskiego podziemia z lat 1939–1945, uzyskał tytuł profesora zwyczajnego. Był pracownikiem naukowym Instytutu Historii Ruchu Robotniczego w Akademii Nauk Społecznych przy KC PZPR. Wieloletni członek Rady Naczelnej ZBoWiD. W czerwcu 1988 został powołany w skład Rady Ochrony Pamięci Walk i Męczeństwa (do 1990). Od 2001 był członkiem Zarządu Krajowego Stowarzyszenia Kawalerów Orderu Wojennego Krzyża Grunwaldu.
Miał w swoim dorobku 12 książek i około 250 artykułów poświęconych głównie najnowszej historii Polski, polskiego ruchu robotniczego, ruchu oporu w latach II wojny światowej. Jego prace były kilkakrotnie nagrodzone przez Ministra Obrony Narodowej, Ministra Szkolnictwa Wyższego i „Politykę”. Działał w Instytucie Badań Naukowych im. Edwina Rozłubirskiego, w Towarzystwie Naukowym im. Adama Próchnika, w Berliner Gesellschaft für Faschismus und Weltkriegsforschung. Był działaczem Sojuszu Lewicy Demokratycznej. Ojciec Katarzyny Nazarewicz.

## Krytyka twórczości
Jego twórczość literacką, ze względu na liczne przekłamania i fałsze, Piotr Gontarczyk określił jako coś mającego „wartość makulaturową”, a Bogdan Musiał uważa, że był w grupie pracowników UB celowo oddelegowanych z walki na „froncie ideowym” do „walki na froncie historycznym”, a Metody, które wtedy powszechnie stosowano, polegały m.in. na fałszowaniu dokumentów, wymyślaniu patriotycznych i bohaterskich czynów „lewicy”, oraz rzucaniu fałszywych oskarżeń pod adresem „prawicy polskiej”; pomijano natomiast własną współpracę z organami sowieckimi, nie mówiąc już o całkowitym zatajaniu „pomocy” dla Gestapo w czasie okupacji. Marek Jan Chodakiewicz stwierdził, że w swoich pracach „bezkrytycznie przepisuje własne notatki śledcze z okresu, kiedy był jeszcze pułkownikiem UB, starając się wybielić konspirację komunistyczną kosztem niepodległościowców”. Według Tadeusza M. Płużańskiego Nazarewicz wybiórczo przytaczał źródła dla uwiarygodnienia swoich tez oraz celowo je zniekształcał. Krytycznie o pracy Nad górną Wartą i Pilicą wypowiadał się Sebastian Bojemski oraz Krzysztof Komorowski. W recenzji książki Nazarewicza Armii Ludowej dylematy i dramaty dr Grzegorz Górski napisał: Problem tkwi w tym, że R. Nazarewicz po prostu nie rozumie istoty poruszanych zagadnień, przyjmuje natomiast dobrze znaną metodę uporczywego powtarzania ciągle tych samych frazesów, przy czym za każdym razem – licząc na niewiedzę czy brak pamięci Czytelników – nadaje im cechy nowych odkryć naukowych. Że większość – i to zdecydowaną – swych tez R. Nazarewicz w niezmienionej postaci prezentuje od blisko pół wieku, może się przekonać każdy, kto znajdzie na tyle sił, by zapoznać się z bibliografią opracowań tego Autora. Tezy te, stworzone niegdyś wyłącznie dla celów PRL-owskiej propagandy, utrzymuje Nazarewicz, z godną skądinąd podziwu konsekwencją – choć wątpliwe naukowo podstawy tych twierdzeń w latach minionych nic się nie zmieniły.
Odpowiedzią Nazarewicza na zarzuty ze strony Gontarczyka i Chodakiewicza był artykuł w którym stwierdził m.in., iż „próbują oni skompromitować lewicowy ruch oporu walczący z okupantem, a jednocześnie znieważyć tych autorów, którzy ośmielają się pisać o zbrodniach oenerowskiego odłamu Narodowych Sił Zbrojnych popełnionych na ludziach lewicy, zbiegłych jeńcach, Żydach, nieraz we współpracy z gestapo”.
Pochowany został na cmentarzu Powązki Wojskowe w Warszawie (kwatera B2-5-4).

## Odznaczenia i nagrody
- Złota Odznaka honorowa „Za Zasługi dla Warszawy” (1967)[13]
- Nagroda Trybuny Ludu  (1982)[14]
- Nagroda „Trybuny Ludu” (zespołowa) za pracę „Polska Partia Robotnicza. Dokumenty programowe 1942-1948„ (1985)[15]

## Wybrane publikacje
- Komunikaty Dowództwa Głównego Gwardii Ludowej i Armii Ludowej (1959)
- Ziemia radomszczańska w walce 1939-1945 (1973)
- Polacy-spadochroniarze-wywiadowcy na zapleczu frontu wschodniego, Warszawa: Wydawnictwo Interpress 1974.
- Drogi do wyzwolenia. Koncepcje walki z okupantem w Polsce i ich treści polityczne 1939-1945 (1979)
- Z problematyki politycznej powstania warszawskiego (1944) (1980, ISBN 83110065144)
- Razem na tajnym froncie: polsko-radzieckie współdziałanie wywiadowcze w latach II wojny światowej (1983, ISBN 83-11-06933-6)
- Sojusz polsko-radziecki a zachodnia granica Polski (1987, współautor, ISBN 83-7018-040-X)
- Armii Ludowej dylematy i dramaty (1998, ISBN 83-909166-0-6)
- Komintern a lewica polska. Wybrane problemy (2008, ISBN 978-83-88353-62-8)